# 長野県道284号惣社岡田線
長野県道284号惣社岡田線（ながのけんどう284ごう そうざおかだせん）は、長野県松本市を走る一般県道。

## 通過する自治体

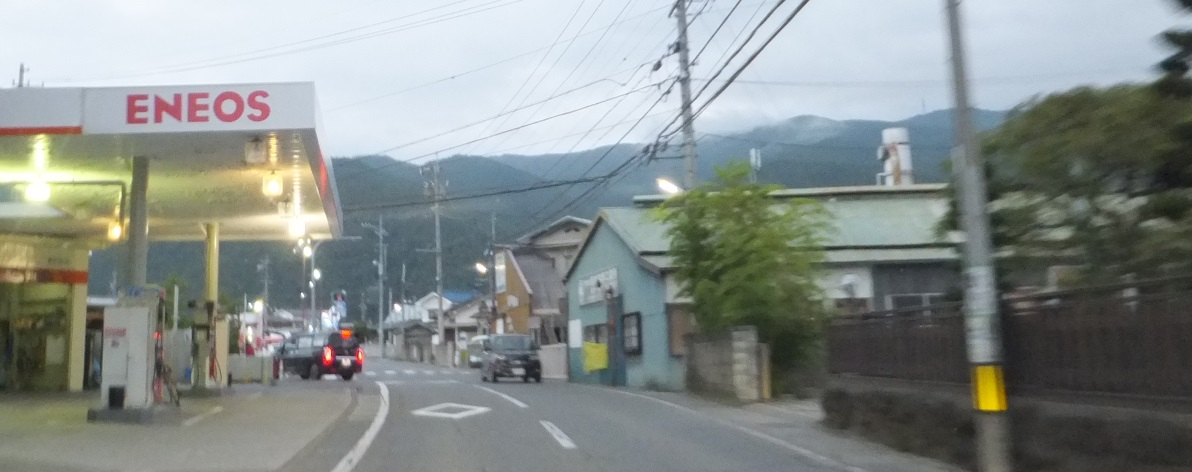
起点付近
長野県松本市惣社で撮影

- 松本市

## 接続・交差する道路
- 長野県道67号松本和田線
- 長野県道285号湯の原荒町線
- 長野県道282号浅間河添線
- 国道143号
- 国道254号

## 周辺
- 美ヶ原温泉
- 浅間温泉
- 岡田神社 (松本市)